# Edina Gallovits-Hall
Edina Gallovits-Hall (n. 10 decembrie 1984, în Timișoara) este o jucătoare română profesionistă de tenis.

## Carieră
Poziția cea mai bună ocupată de Edina Gallovits în clasamentul mondial până în prezent este 54, pe care s-a clasat în 28 aprilie 2008. La juniori a reușit să ajungă a șaptea în lume, jucând în finala celebrului turneu Orange Bowl Championships, finală pierdută în fața rusoaicei Vera Zvonareva.
Nu a câștigat nici un turneu WTA la simplu, dar a prins finala turneului de la Barcelona, în iunie 2007, pierdută în fața americancei Meghan Shaughnessy (3-6;2-6). A ajuns în finala turneului de la Charleston la dublu, în aprilie 2008, făcând pereche cu bielorusa Olga Govortsova și pierzând finala împotriva perechii Katarina Srebotnik / Ai Sugiyama (Slovenia / Japonia),scor 2-6;2-6.
În 2010 a câștigat primul ei titlu WTA la dublu, la Copa Sony Ericsson Colsanitas 2010 din Bogotá, Columbia. Împreună cu partenera ei, argentiniana Gisela Dulko, a învins în finală, în două seturi, perechea Olga Savciuk / Anastasia Iakimova (Ucraina / Belarus).
În 2010, Edina Gallovits s-a căsătorit cu antrenorul ei, Bryce Hall.
În septembrie 2010 a obținut al doilea trofeu al carierei, tot la dublu, câștigând turneul de la Guangzhou, în China, la care a făcut pereche cu Sania Mirza din India.
Edina Gallovits-Hall a strâns din tenis 465.595 de dolari.

## Legături externe
Format:Top zece jucătoare române de tenis la simplu